# Haltepunkt Velbert-Rosenhügel
Der Haltepunkt Velbert-Rosenhügel ist die südlichste der vier S-Bahn-Stationen der nordrhein-westfälischen Stadt Velbert im Kreis Mettmann. Er befindet sich im Stadtteil Neviges am Rosenhügel, darüber hinaus stellt er auch für die Wuppertaler Ortsteile Katernberg und Dönberg einen Anschluss an die S-Bahn her.

## Geschichte
Im Jahr 2003 wurde die Linie S9 zwischen Essen-Steele und Wuppertal auf der Bahnstrecke Wuppertal-Vohwinkel–Essen-Überruhr in Betrieb genommen. Der Haltepunkt Velbert-Rosenhügel wurde 2003 an dieser Strecke eröffnet, um das Wohngebiet Siepen im Nevigeser Süden zu erschließen. Er ist als einzige der vier Stationen in Velbert neugebaut worden.

## Lage und Aufbau
Der Haltepunkt befindet sich am östlichen Rand des Rosenhügels. Er besitzt zwei Seitenbahnsteige, an deren Rändern sich zwei einzelne Park&Ride-Parkplätze befinden. Da die Bahnstrecke an dieser Stelle die Velberter Stadtgrenze bildet, liegt der südöstliche Park&Ride-Parkplatz bereits auf Wuppertaler Stadtgebiet. Die Zugänge zu den Bahnsteigen erfolgen über Treppen und Rampe. Damit ist die Station barrierefrei.

## Bedienung
Im Schienenpersonennahverkehr wird der Haltepunkt von der Linie S9 der S-Bahn Rhein-Ruhr sowie von drei Omnibuslinien bedient.
| Linie | Linienverlauf | Takt                                                                       | Betreiber |
| ----- | --- | -------------------------------------------------------------------------- | --------- |
| S 9   | Linienweg 1: Haltern am See – Marl-Hamm – Marl Mitte – GE-Hassel – GE-Buer Nord – Linienweg 2: Recklinghausen Hbf – Herten (Westf) – Hauptlinienweg: Gladbeck West – Bottrop-Boy – Bottrop Hbf – E-Dellwig Ost – E-Gerschede – E-Borbeck – E-Borbeck Süd – Essen West – Essen Hbf – E-Steele – E-Überruhr – E-Holthausen – E-Kupferdreh – Velbert-Nierenhof – Velbert-Langenberg – Velbert-Neviges – Velbert-Rosenhügel – Wülfrath-Aprath – W-Vohwinkel – W-Sonnborn – W-Zoologischer Garten – W-Steinbeck – Wuppertal Hbf – W-Unterbarmen – W-Barmen – W-Oberbarmen – W-Langerfeld – Schwelm West – Schwelm – Gevelsberg West – Gevelsberg-Kipp – Gevelsberg Hbf – Gevelsberg-Knapp – HA-Westerbauer – HA-Heubing – HA-Wehringhausen – Hagen Hbf Stand: Fahrplanwechsel Dezember 2023 | 60 min (je Linienast) 30 min (Gladbeck–Wuppertal) 60 min (Wuppertal–Hagen) | DB Regio  |
| 627   | Velbert-Neviges Markt/Bahnhof – Velbert-Rosenhügel Bf – Neviges-Siepen – Wuppertal-Dönberg – Wuppertal-Barmen, Alter Markt – Wuppertal-Barmen Bf. | 60 min                                                                     | WSW mobil |
| 647   | Hattingen Mitte – Velbert-Nierenhof ZOB/Bf. – Velbert-Langenberg Bf. – Velbert-Neviges Markt/Bahnhof – Velbert-Neviges, Rosenhügel Bf – Wuppertal-Katernberg – Robert-Daum-Platz – Wuppertal Hbf | 20 min                                                                     | WSW mobil |
| 649   | Velbert ZOB – Willy-Brandt-Platz – Tönisheide – Velbert-Neviges, Markt/Bf. – Neviges-Siepen – Velbert-Rosenhügel Bf. – Wuppertal-Katernberg – Robert-Daum-Platz – Hbf | 20 min                                                                     | WSW mobil |